# Моча (остров)
Моча (исп. Mocha) — остров в составе чилийской провинции Арауко. Расположен невдалеке от побережья страны в Тихом океане. Площадь острова составляет 48 км². С севера на юг остров пересекает горная цепь.
В мифологии индейцев мапуче остров считался местом, куда отправлялись души умерших. Ныне на острове расположен национальный парк Моча, занимающий 45 % территории острова. Остров известен также большим количеством остовов потерпевших крушение кораблей, расположенных в непосредственной близости от него. Прибрежные воды Мочи пользуются популярностью у любителей рыбной ловли.
Остров иногда называется в числе возможных мест посещения Южной Америки древними полинезийцами.